# 三办
三办指中国明朝皇室的三种征调物资方式，即岁办、额办、采办。
- 岁办：指按“任土作供”原则，每年由全国各产区进贡各种物资，以供皇室之用；
- 额办：指皇室按定额征解、造办各种物资；
- 采办：指当前两种方式获得的物资不能满足皇室需求时，由地方官府出钱购买送京供用。